# Ричард Еромоигбе
Ричард Еромоигбе е нигерийски футболист, роден на 26 юни 1984 г. в Нигерия. Висок 177 см. и тежи 70 кг. Позицията му е дефанзивен халф. Световен шампион с юношеския отбор на Нигерия.

## Кариера
Идва в България през 2001 заедно с Омониго Темиле и Баба. Закупен е от Левски, но веднага е изпратен да се обиграва в Черно море. Връща се в Левски през 2003 г. и е наложен в състава от треньора Станимир Стоилов. Ричард е връзката между защитата и нападението на Левски. През сезон 2006/07 отбеляза първия си гол за Левски при победата като гост над Марек Дупница с 8:0. Борбеният халф става един от любимците на синята агитка и дори стига до националния тим на Нигерия. През 2008 играе в Купата на африканските нации. През февруари 2008 г. преминава в руския ФК Химки за сумата от 1,5 милиона евро. На 23 юли същата година, заминава на проби в Дарби Каунти, но Паул Джевел така и не му предлага контракт. На 15 септември разтрогва Химки и месец по късно се завръща в родината си, и заиграва в Уари Уувс. В началото на 2011 Станимир Стоилов го взима в Анортозис, но Ричард не успява да се наложи и след уволнението на Стоилов е продаден на Алки Ларнака. На 5 януари 2012 подписва контракт с Берое за 1,5 + 1 години.

## Семейство
Ричард е женен, има и дъщеря – Кели. Брат му, Джоузеф е също футболист, като в периода 2007-2008 играе за дубъла на Левски.